# Juan Freites
Juan José Freites Cabrejos(c. 1991) es un dirigente político y economista venezolano que se ha desempeñado como el coordinador regional del partido Vente Venezuela en el estado la Guaira. El 23 de enero de 2024 fue detenido por funcionarios de seguridad. Tras ser sometido a una desaparición forzada por 27 días, se conoció que fue recluido en El Helicoide.

## Educación
Freites egresó como economista de la Universidad Alejandro de Humboldt. También tiene un posgrado en planificación estratégica y análisis político de la Universidad Católica Andrés Bello (UCAB).

## Desaparición
Freites había sido el coordinador general del partido Vente Venezuela por seis años al momento de su arresto y se ha desempeñado como el director del comando de campaña de María Corina Machado, la candidata presidencial opositora de Vente Venezuela, en el estado la Guaira. También fue coordinador de formación del partido en el estado. El 23 de enero de 2024 fue detenido por funcionarios de seguridad en su casa en Vargas y actualmente se desconoce su paradero. El mismo día también fueron detenidos los coordinadores regionales del partido Luis Camacaro y Guillermo López, coordinadores de los estados Yaracuy y Trujillo respectivamente.El 25 de enero Camacaro y Freites fueron presentados en el Palacio de Justicia de Caracas sin permitir la presencia de sus abogados personales ni el contacto con familiares. Más de treinta efectivos del Servicio Bolivariano de Inteligencia tomaron las instalaciones judiciales y desalojaron a familiares y abogados que esperaban el traslado de otros detenidos. La audiencia de los dirigentes continuó con abogados públicos impuestos.
Vente Venezuela ha rechazado las acusaciones contra los dirigentes y ha exigido su liberación inmediata.María Corina Machado ha considerado que la detención de los coordinadores es una violación del Acuerdo de Barbados, firmado en 2023 entre la oposición y el gobierno. Su equipo de defensa ha enviado las correspondientes comunicaciones a organismos internacionales como las Naciones Unidas, la Organización de Estados Americanos y la Comisión Interamericana de Derechos Humanos, pidiendo que se investigue la situación. El 31 de enero, los abogados defensores de los coordinadores presentaron un escrito ante la Defensoría del Pueblo, solicitando “que se defiendan los derechos constitucionales y procesales de estas personas”. El 16 de febrero sus abogados defensores denunciaron que para entonces los dirigentes tenían 25 días sin que se conociera su lugar de reclusión. Los abogados y familiares han visitado varios centros de detención, sin conocer donde se encuentran los coordinadores. Tras ser sometido a una desaparición forzada por 27 días, se conoció que fue recluido en El Helicoide.